# Fat Pat
Patrick Lamont Hawkins (4 december 1970 – 3 februari 1998), beter bekend onder de naam Fat Pat, was een Amerikaanse rapper uit Houston, Texas.
Hij was lid van de Screwed Up Click en is een van de bekendste rappers uit Houston. Hij staat vooral bekend om zijn freestyles op screw-tapes maar heeft ook studioalbums uitgebracht.

## Carrière
Hawkins begon in 1997 aan zijn eerste studioalbum getiteld Ghetto Dreams. Vlak voordat dit album in 1998 uitkwam, werd hij doodgeschoten op 27-jarige leeftijd. Het album werd postuum uitgebracht. Er is een videoclip van de single Tops Drop gemaakt, zonder Hawkins, die een grote hit was in Texas en omstreken. Vier maanden later kwam zijn tweede album uit, genaamd Throwed in da Game, dat opgenomen is voor zijn dood.
Patrick Hawkins' broer H.A.W.K. werd acht jaar na de dood van Patrick eveneens doodgeschoten. Er wordt gezegd dat er connecties zijn tussen de dood van de twee broers.
In de single Swang van Trae is een sample van Hawkins' couplet van 25 Lighters gebruikt voor het refrein. In de single They Don't Know van Paul Wall is het stukje Third coast born, I mean we're Texas raised een sample van Hawkins' 3rd Coast Born. Paul Wall noemde zijn zoontje naar Patrick Hawkins. 

## Discografie

### Albums
- 1998: Ghetto Dreams
- 1998: Throwed in da Game
- 2001: Greatest Hits
- 2004: Since the Gray Tapes
- 2005: Since the Gray Tapes, Vol. 2

### Singles
- 1998: Tops Drop